# Alfaskop

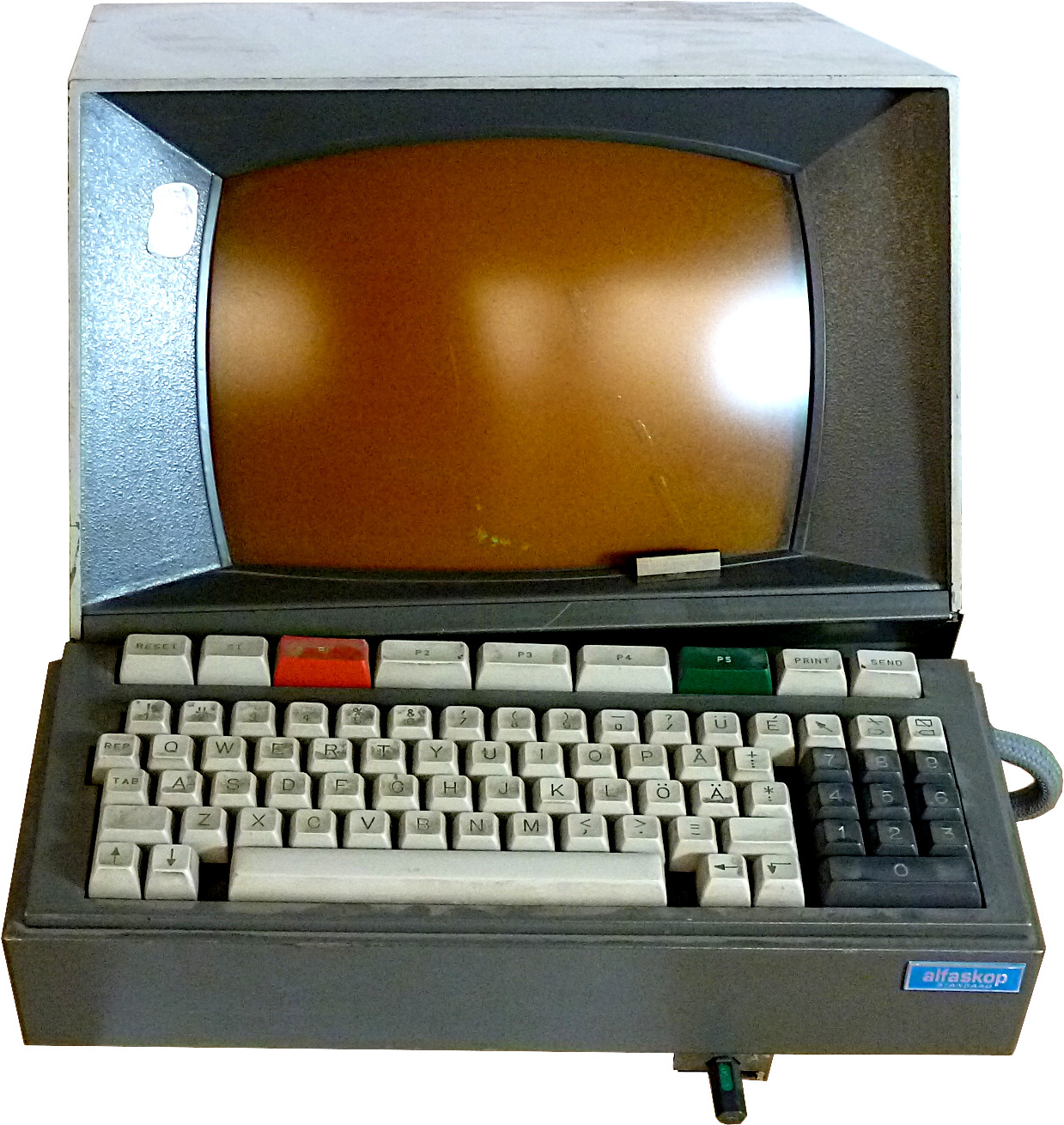
Alfaskop 3100 var den första Alfaskopterminalen som introducerades 1969. Nere i bild syns "behörighetspennan", en magnetisk nyckel som krävdes för att använda terminalen. Denna terminal kommer från Transportstyrelsen.

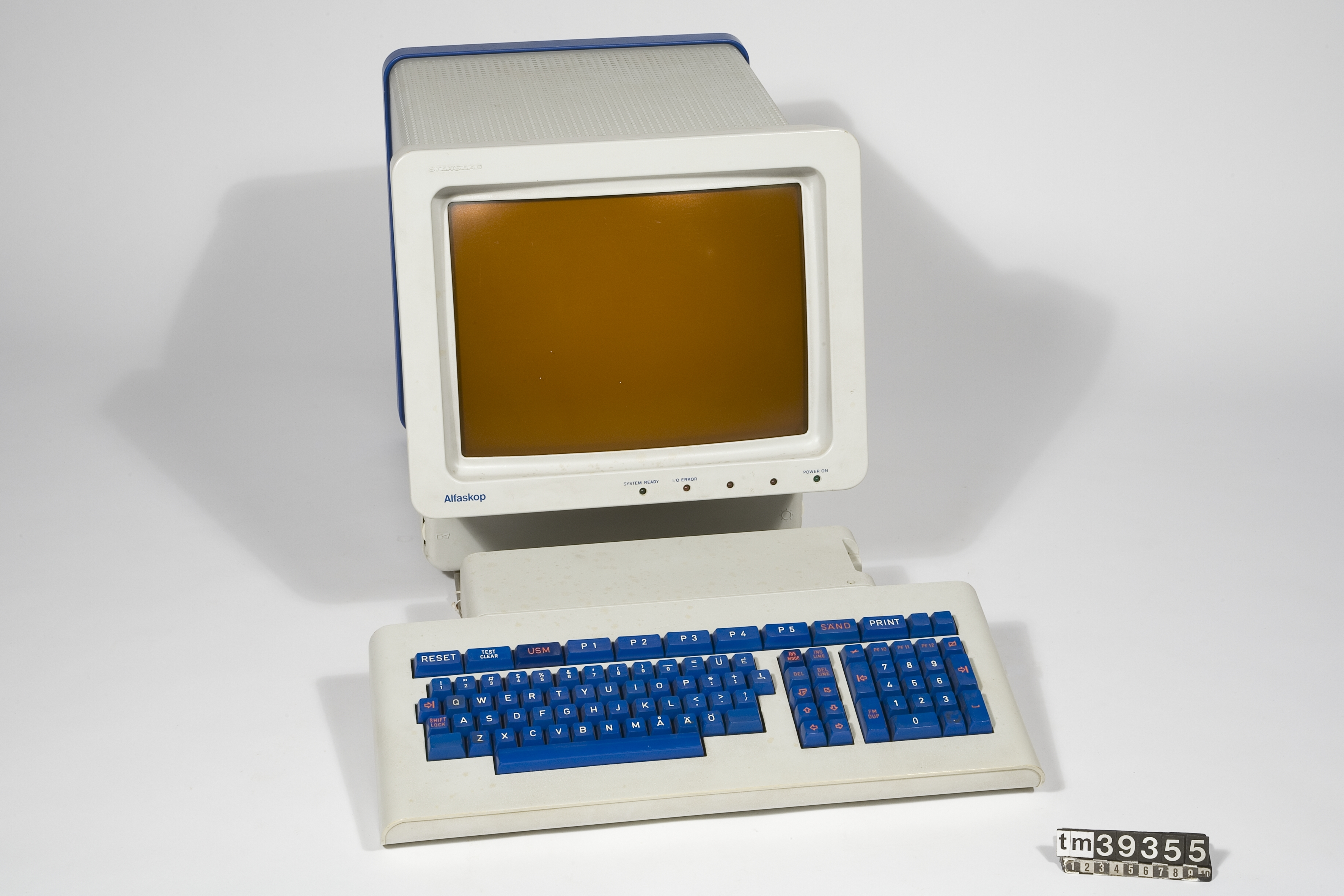
Alfaskop System Display Station 3550 var en terminal som tillverkades under tiden varumärket Alfaskop tillhörde Stansaab.

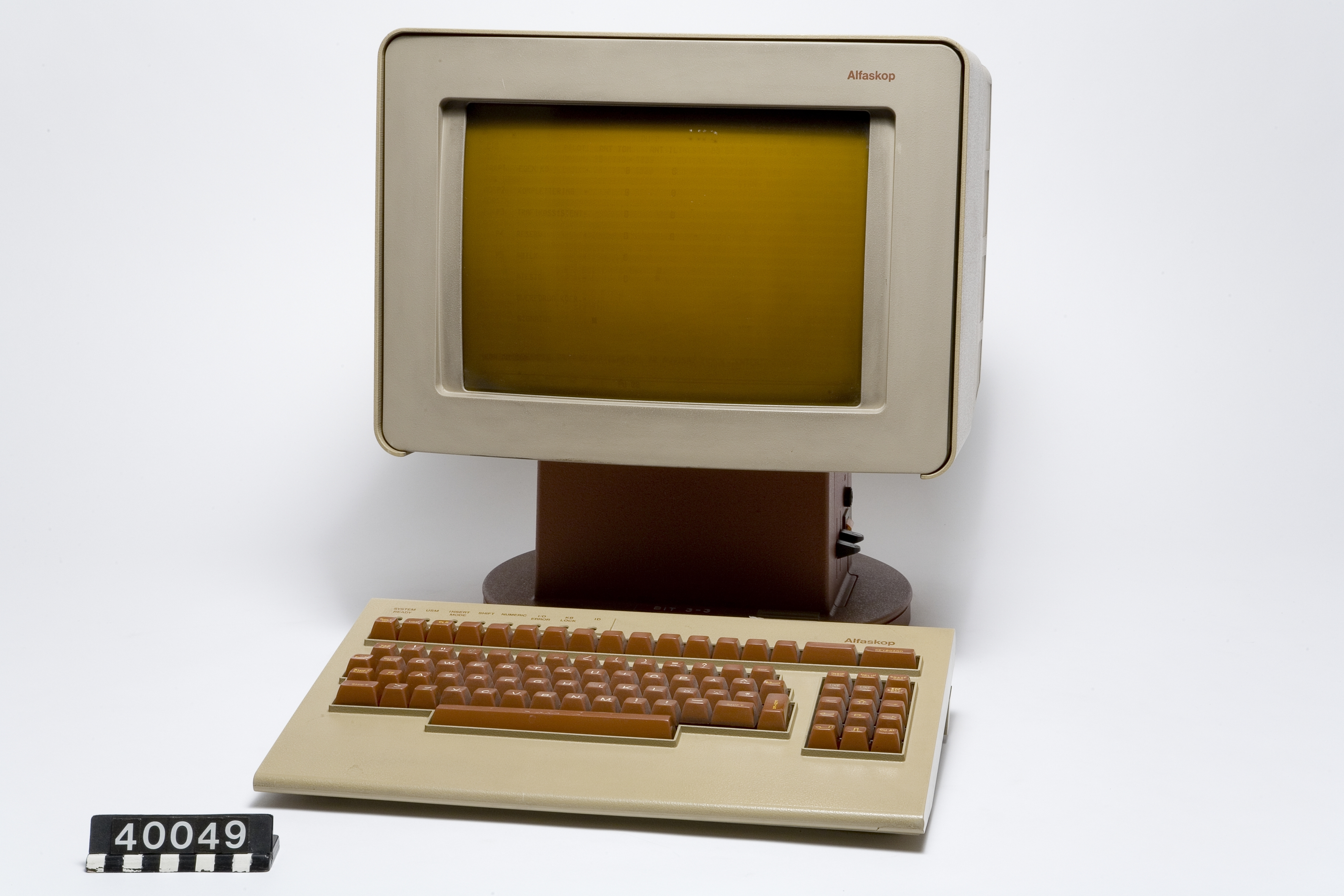
Alfaskop 4110 var en sen variant av alfaskopterminalen som tillverkades av Ericsson Information Systems AB.

Alfaskop var en datorterminalserie som började utvecklas åren 1966-1968 av Standard Radio & Telefon AB (SRT) för att ge en prisbillig terminal för alfanumerisk presentation.
SRT utvecklade ursprungligen Alfaskop primärt för att användas i sjukhusmiljö, i ett patientdatasystem (PDS) på Karolinska universitetssjukhuset. Utgångspunkten var en terminal byggd från erfarenheter med de planpolära indikatorer (PPI:er) för radar som SRT redan tillverkade. Stig Martin Eriksson tog initiativet att i konkurrens med IBM konstruera en billig terminal med hjälp av en integrerad krets från Philco som kunde lagra en rad pixlar i ett internt minne. Det första utkastet till konstruktionen gjordes av Kjell Mellberg. Den slutgiltiga versionen av signalgeneratorn patenterades av SRT:s ingenjörer Lars Fossum och Lennart Wangberg som patentet US3696392A.
Första modellen som lanserades år 1969 hade beteckningen Alfaskop 3100 och där lagrades alla tecken i ett fördröjningsminne av nickeltråd. Alfaskop 3100 var uppbyggd helt med diskreta komponenter, (mikroprocessorer etc fanns inte på den tiden).
Alfaskop utmärkte sig genom att använda katodstrålerör från Philips och Luxor med enbart gul fosfor vilket gav texten en gul färg. Det normala var att använda en blandning av gul och blå fosfor, vilket gav en vit text på mörk botten. Valet framställdes som ergonomiskt men den egentliga orsaken till att denna fosfor valdes är omtvistad.

## Rafa- och RS-projekten
När Rafa-projektet att datorisera hela socialförsäkringssystemet utfördes för Riksförsäkringsverket (nuvarande Försäkringskassan) år 1970 blev Stansaab återigen leverantör för terminalerna, dvs Alfaskop. I samband med detta upptäcktes att terminalerna var känsliga för statisk elektricitet som uppstod när operatriserna använde nylonblusar. Detta åtgärdades genom att jorda mattorna under arbetsplatsen med koppartråd. Man upptäckte också att operatriserna fick huvudvärk pga flimmer från skärmen, och man ökade då uppdateringsfrekvensen från 25 till 50 Hz. Under detta projekt lade man även till det numeriska tangentbordet.
Alfaskopterminalerna användes även under datoriseringen av skattesystemet, RS-projektet åren 1975-1979. I projektet som drevs av Olli Aronsson centraliserades statens skatteregister till ett stordatorsystem från Unisys anslutet till c:a 600 Alfaskop-terminaler runt om i landet. Det nya systemet togs i drift den 1 januari 1979.

## Modeller
Alfaskop 3100 ersattes senare av Alfaskop 3500 som hade en egenkonstruerad processor, uppbyggd med diskreta komponenter. Alfaskop 3500 var en programmerbar terminal, men programmerbarheten användes bara av företagets programmerare för att förändra terminalens funktion. Alfaskop 3500 tillverkades även under namnet MERA 7900 i Polen.
Alfaskop 3500 blev en storsäljare och i slutet på sin levnad ersattes den av Alfaskop 3700, som i princip var samma som 3500 men med annan färgsättning och marknadsbudskap. För att ge kunder en möjlighet att förändra funktionen hos Alfaskop skapades Alfaskop System 41 och A91, där mikroprocessorer och floppy-disk användes för första gången. Alfaskop som terminal blev så småningom hotad av PC-utvecklingen och lönsamheten och tillverkningen försvann.
Alfaskop utvecklades i fem generationer:
- Alfaskop 3100
- Alfaskop 3500
- Alfaskop 3700
- Alfaskop S41
- Alfaskop A91

Alfaskoputvecklingen startade i Standard Radio och Telefon AB (1966-1969), fortsatte i Stansaab som blev Datasaab och avslutades (i praktiken) i Ericsson Information Systems AB (EIS). Tillverkningen av Alfaskop-produkter upphörde år 1994.
Alfaskop användes också som produktnamn (på vissa marknader) för IBM-kompatibla PC som tillverkades av Ericsson Information Systems.